# Lista över matchresultat i Elitserien i ishockey 1978/1979
Lista över matchresultat i grundserien av Elitserien i ishockey 1978/1979. Ligan inleddes den 5 oktober 1978 och avslutades 8 mars 1979.
| Nr | Lag                 | S  | V  | O | F  | GM  | IM  | MS   | P  |
| -- | ------------------- | -- | -- | - | -- | --- | --- | ---- | -- |
| 1  | Modo AIK            | 36 | 24 | 5 | 7  | 169 | 101 | +68  | 53 |
| 2  | Färjestad BK        | 36 | 19 | 6 | 11 | 153 | 122 | +31  | 44 |
| 3  | Djurgårdens IF      | 36 | 20 | 2 | 14 | 178 | 140 | +38  | 42 |
| 4  | Leksands IF         | 36 | 19 | 4 | 13 | 150 | 131 | +19  | 42 |
| 5  | Västra Frölunda     | 36 | 18 | 4 | 14 | 157 | 129 | +28  | 40 |
| 6  | Skellefteå AIK (RM) | 36 | 16 | 3 | 17 | 129 | 142 | −13  | 35 |
| 7  | Brynäs IF           | 36 | 15 | 5 | 16 | 133 | 148 | −15  | 35 |
| 8  | AIK                 | 36 | 13 | 7 | 16 | 133 | 137 | −4   | 33 |
| 9  | IF Björklöven       | 36 | 8  | 7 | 21 | 111 | 157 | −46  | 23 |
| 10 | Örebro IK           | 36 | 3  | 7 | 26 | 95  | 201 | −106 | 13 |

## Matcher
| Datum Match Resultat Publik Spelplan Omgång 1 - 5 oktober 1978 Färjestads BK-Västra Frölunda IF 5-2 (2-1, 2-1, 1-0) 4747 Färjestads ishall - 5 oktober 1978 Brynäs IF-Örebro IK 7-1 (3-0, 0-0, 4-1) 3356 Gavlerinken - 5 oktober 1978 Djurgårdens IF-Skellefteå AIK 4-6 (0-2, 2-2, 2-2) 6108 Johanneshovs isstadion - 5 oktober 1978 Leksands IF-AIK 3-5 (0-1, 1-3, 2-1) 4339 Leksands isstadion - 5 oktober 1978 IF Björklöven-Modo AIK 0-7 (0-2, 0-3, 0-2) 5321 Umeå ishall Omgång 2 - 8 oktober 1978 Modo AIK-Leksands IF 7-2 (1-1, 3-1, 3-0) 5007 Kempehallen - 8 oktober 1978 AIK-Djurgårdens IF 4-3 (2-1, 1-0, 1-2) 9747 Johanneshovs isstadion - 8 oktober 1978 Skellefteå AIK-Brynäs IF 3-5 (0-2, 1-2, 2-1) 5717 Skellefteå isstadion - 8 oktober 1978 Örebro IK-Färjestads BK 5-4 (2-2, 2-1, 1-1) 4409 Vinterstadion - 10 oktober 1978 Västra Frölunda IF-IF Björklöven 2-3 (1-0, 0-0, 1-3) 5622 Scandinavium Omgång 3 - 12 oktober 1978 Färjestads BK-Skellefteå AIK 4-2 (0-1, 3-1, 1-0) 4836 Färjestads ishall - 12 oktober 1978 Brynäs IF-AIK 8-2 (2-1, 5-0, 1-1) 6444 Gavlerinken - 12 oktober 1978 Djurgårdens IF-Modo AIK 9-5 (5-3, 4-2, 0-0) 5822 Johanneshovs isstadion - 12 oktober 1978 Leksands IF-IF Björklöven 4-0 (2-0, 2-0, 0-0) 2002 Leksands isstadion - 12 oktober 1978 Örebro IK-Västra Frölunda IF 3-3 (2-2, 1-1, 0-0) 4593 Vinterstadion Omgång 4 - 15 oktober 1978 IF Björklöven-Djurgårdens IF 0-7 (0-3, 0-1, 0-3) 3076 Umeå ishall - 15 oktober 1978 Modo AIK-Brynäs IF 2-4 (2-3, 0-1, 0-0) 5304 Kempehallen - 15 oktober 1978 AIK-Färjestads BK 5-1 (1-0, 4-1, 0-0) 5790 Johanneshovs isstadion - 15 oktober 1978 Skellefteå AIK-Örebro IK 10-1 (5-1, 3-0, 2-0) 4429 Skellefteå isstadion - 15 oktober 1978 Västra Frölunda IF-Leksands IF 6-4 (0-3, 4-0, 2-1) 3389 Scandinavium Omgång 5 - 19 oktober 1978 Färjestads BK-Modo AIK 8-1 (4-0, 2-0, 2-1) 4653 Färjestads ishall - 19 oktober 1978 Brynäs IF-Västra Frölunda IF 6-1 (1-0, 3-1, 2-0) 4608 Gavlerinken - 19 oktober 1978 Djurgårdens IF-Leksands IF 3-5 (0-3, 2-1, 1-1) 8495 Johanneshovs isstadion - 19 oktober 1978 Skellefteå AIK-IF Björklöven 8-5 (4-0, 3-3, 1-2) 6264 Skellefteå isstadion - 19 oktober 1978 Örebro IK-AIK 5-5 (3-1, 2-3, 0-1) 4735 Vinterstadion Omgång 6 - 22 oktober 1978 Leksands IF-Brynäs IF 6-0 (3-0, 1-0, 2-0) 5040 Leksands isstadion - 22 oktober 1978 IF Björklöven-Färjestads BK 4-4 (2-1, 2-3, 0-0) 2702 Umeå ishall - 22 oktober 1978 Modo AIK-Örebro IK 8-5 (2-1, 2-2, 4-2) 3378 Kempehallen - 22 oktober 1978 AIK-Skellefteå AIK 11-3 (4-1, 4-0, 3-3) 8750 Johanneshovs isstadion - 22 oktober 1978 Västra Frölunda IF-Djurgårdens IF 6-4 (1-3, 3-0, 2-1) 6515 Scandinavium Omgång 7 - 26 oktober 1978 Färjestads BK-Leksands IF 1-3 (0-0, 0-1, 1-2) 5227 Färjestads ishall - 26 oktober 1978 Brynäs IF-Djurgårdens IF 3-4 (1-2, 2-1, 0-1) 4687 Gavlerinken - 26 oktober 1978 AIK-Västra Frölunda IF 4-4 (2-2, 2-2, 0-0) 6254 Johanneshovs isstadion - 26 oktober 1978 Skellefteå AIK-Modo AIK 5-2 (3-1, 1-0, 1-1) 5765 Skellefteå isstadion - 26 oktober 1978 Örebro IK-IF Björklöven 3-3 (0-1, 2-1, 1-1) 5288 Vinterstadion Omgång 8 - 29 oktober 1978 Färjestads BK-Brynäs IF 7-4 (0-1, 2-1, 5-2) 5012 Färjestads ishall - 29 oktober 1978 Modo AIK-Västra Frölunda IF 1-3 (0-1, 1-1, 0-1) 3959 Kempehallen - 29 oktober 1978 IF Björklöven-AIK 3-6 (0-1, 1-5, 2-0) 3693 Umeå ishall - 29 oktober 1978 Skellefteå AIK-Leksands IF 2-3 (1-1, 0-1, 1-1) 6214 Skellefteå isstadion - 29 oktober 1978 Djurgårdens IF-Örebro IK 8-3 (2-2, 2-1, 4-0) 5442 Johanneshovs isstadion Omgång 9 - 2 november 1978 Djurgårdens IF-Färjestads BK 3-6 (1-0, 0-0, 2-6) 7204 Johanneshovs isstadion - 2 november 1978 Leksands IF-Örebro IK 1-1 (0-0, 0-0, 1-1) 2344 Leksands isstadion - 2 november 1978 IF Björklöven-Brynäs IF 4-4 (1-2, 2-1, 1-1) 3289 Umeå ishall - 2 november 1978 Modo AIK-AIK 2-0 (1-0, 0-0, 1-0) 4044 Kempehallen - 7 november 1978 Västra Frölunda IF-Skellefteå AIK 3-5 (0-2, 1-3, 2-0) 8788 Scandinavium Omgång 10 - 5 november 1978 Brynäs IF-Färjestads BK 6-3 (2-0, 1-2, 3-1) 6452 Gavlerinken - 5 november 1978 Västra Frölunda IF-Modo AIK 1-4 (0-2, 0-0, 1-2) 10659 Scandinavium - 5 november 1978 AIK-IF Björklöven 3-2 (1-1, 0-1, 2-0) 5170 Johanneshovs isstadion - 5 november 1978 Leksands IF-Skellefteå AIK 4-1 (3-0, 1-0, 0-1) 5259 Leksands isstadion - 5 november 1978 Örebro IK-Djurgårdens IF 6-3 (2-1, 2-1, 2-1) 5872 Vinterstadion Omgång 11 - 12 november 1978 Färjestads BK-Västra Frölunda IF 3-6 (0-4, 3-1, 0-1) 3683 Färjestads ishall - 12 november 1978 Örebro IK-Brynäs IF 3-3 (1-2, 0-1, 2-0) 5817 Vinterstadion - 12 november 1978 Skellefteå AIK-Djurgårdens IF 4-7 (2-2, 1-2, 1-3) 5123 Skellefteå isstadion - 12 november 1978 AIK-Leksands IF 5-7 (0-2, 4-2, 1-3) 9604 Johanneshovs isstadion - 12 november 1978 Modo AIK-IF Björklöven 3-2 (2-1, 0-0, 1-1) 4037 Kempehallen Omgång 12 - 16 november 1978 Leksands IF-Modo AIK 6-4 (1-2, 1-2, 4-0) 4189 Leksands isstadion - 16 november 1978 Djurgårdens IF-AIK 4-4 (1-1, 2-2, 1-1) 9670 Johanneshovs isstadion - 16 november 1978 Brynäs IF-Skellefteå AIK 3-1 (0-0, 1-0, 2-1) 5632 Gavlerinken - 16 november 1978 Färjestads BK-Örebro IK 6-2 (4-0, 0-0, 2-2) 3660 Färjestads ishall - 16 november 1978 IF Björklöven-Västra Frölunda IF 8-3 (2-1, 3-1, 3-1) 3424 Umeå ishall Omgång 13 - 19 november 1978 Skellefteå AIK-Färjestads BK 3-5 (1-2, 1-3, 1-0) 4223 Skellefteå isstadion - 19 november 1978 AIK-Brynäs IF 2-1 (1-0, 1-1, 0-0) 9542 Johanneshovs isstadion - 19 november 1978 Modo AIK-Djurgårdens IF 5-5 (1-3, 1-0, 3-2) 4602 Kempehallen - 19 november 1978 IF Björklöven-Leksands IF 4-5 (2-1, 2-3, 0-1) 4599 Umeå ishall - 19 november 1978 Västra Frölunda IF-Örebro IK 8-3 (3-0, 3-2, 2-1) 5517 Scandinavium Omgång 14 - 23 november 1978 Djurgårdens IF-IF Björklöven 4-3 (0-1, 1-1, 3-1) 4647 Johanneshovs isstadion - 23 november 1978 Brynäs IF-Modo AIK 2-8 (0-3, 1-3, 1-2) 4415 Gavlerinken - 23 november 1978 Färjestads BK-AIK 3-2 (0-0, 0-1, 3-1) 4810 Färjestads ishall - 23 november 1978 Örebro IK-Skellefteå AIK 3-3 (1-2, 1-1, 1-0) 4650 Vinterstadion - 23 november 1978 Leksands IF-Västra Frölunda IF 4-4 (1-2, 3-0, 0-2) 3381 Leksands isstadion Omgång 15 - 26 november 1978 Modo AIK-Färjestads BK 4-1 (2-0, 1-0, 1-1) 4273 Kempehallen - 26 november 1978 Västra Frölunda IF-Brynäs IF 2-3 (1-1, 0-2, 1-0) 12129 Scandinavium - 26 november 1978 Leksands IF-Djurgårdens IF 5-3 (0-2, 3-0, 2-1) 3923 Leksands isstadion - 26 november 1978 IF Björklöven-Skellefteå AIK 4-2 (0-1, 2-1, 2-0) 5146 Umeå ishall - 26 november 1978 AIK-Örebro IK 5-2 (1-1, 3-0, 1-1) 4174 Johanneshovs isstadion Omgång 16 - 30 november 1978 Brynäs IF-Leksands IF 5-4 (0-3, 2-1, 3-0) 7672 Gavlerinken - 30 november 1978 Färjestads BK-IF Björklöven 3-2 (1-2, 1-0, 1-0) 2827 Färjestads ishall - 30 november 1978 Örebro IK-Modo AIK 2-7 (0-3, 2-0, 0-4) 4001 Vinterstadion - 30 november 1978 Skellefteå AIK-AIK 4-3 (1-1, 3-1, 0-1) 4012 Skellefteå isstadion - 30 november 1978 Djurgårdens IF-Västra Frölunda IF 6-1 (3-0, 1-0, 2-1) 5651 Johanneshovs isstadion Omgång 17 - 3 december 1978 Leksands IF-Färjestads BK 5-1 (1-1, 0-0, 4-0) 3293 Leksands isstadion - 3 december 1978 Djurgårdens IF-Brynäs IF 8-3 (4-2, 0-1, 4-0) 8985 Johanneshovs isstadion - 3 december 1978 Västra Frölunda IF-AIK 6-3 (2-1, 2-2, 2-0) 6393 Scandinavium - 3 december 1978 Modo AIK-Skellefteå AIK 11-1 (5-0, 5-0, 1-1) 4741 Kempehallen - 3 december 1978 IF Björklöven-Örebro IK 5-1 (2-0, 1-0, 2-1) 4048 Umeå ishall Omgång 18 - 7 december 1978 Färjestads BK-Djurgårdens IF 3-4 (0-2, 1-1, 2-1) 3734 Färjestads ishall - 7 december 1978 Örebro IK-Leksands IF 0-4 (0-1, 0-2, 0-1) 3777 Vinterstadion - 7 december 1978 Brynäs IF-IF Björklöven 2-2 (2-1, 0-1, 0-0) 2697 Gavlerinken - 7 december 1978 AIK-Modo AIK 3-3 (0-0, 2-1, 1-2) 7868 Johanneshovs isstadion - 7 december 1978 Skellefteå AIK-Västra Frölunda IF 0-3 (0-1, 0-1, 0-1) 3884 Skellefteå isstadion | Omgång 19 - 10 december 1978 Västra Frölunda IF-Färjestads BK 2-4 (2-0, 0-1, 0-3) 9571 Scandinavium - 10 december 1978 Brynäs IF-Örebro IK 4-4 (2-1, 0-2, 2-1) 2444 Gavlerinken - 10 december 1978 Djurgårdens IF-Skellefteå AIK 2-4 (0-3, 0-1, 2-0) 7921 Johanneshovs isstadion - 10 december 1978 Leksands IF-AIK 5-4 (2-0, 3-3, 0-1) 5068 Leksands isstadion - 10 december 1978 IF Björklöven-Modo AIK 1-3 (1-0, 0-3, 0-0) 4721 Umeå ishall Omgång 20 - 11 januari 1979 Modo AIK-Leksands IF 7-0 (3-0, 2-0, 2-0) 5270 Kempehallen - 11 januari 1979 AIK-Djurgårdens IF 1-6 (0-1, 1-2, 0-3) 9324 Johanneshovs isstadion - 11 januari 1979 Skellefteå AIK-Brynäs IF 3-2 (1-0, 2-0, 0-2) 4645 Skellefteå isstadion - 11 januari 1979 Örebro IK-Färjestads BK 4-7 (0-3, 0-1, 4-3) 3444 Vinterstadion - 11 januari 1979 Västra Frölunda IF-IF Björklöven 9-6 (4-3, 2-1, 3-2) 4360 Scandinavium Omgång 21 - 14 januari 1979 Färjestads BK-Skellefteå AIK 3-0 (2-0, 0-0, 1-0) 3228 Färjestads ishall - 14 januari 1979 Brynäs IF-AIK 1-5 (0-2, 1-1, 0-2) 5059 Gavlerinken - 14 januari 1979 Djurgårdens IF-Modo AIK 4-2 (0-2, 1-0, 3-0) 6697 Johanneshovs isstadion - 14 januari 1979 Leksands IF-IF Björklöven 4-5 (0-1, 1-2, 3-2) 1731 Leksands isstadion - 14 januari 1979 Örebro IK-Västra Frölunda IF 4-9 (2-3, 0-3, 2-3) 2689 Vinterstadion Omgång 22 - 18 januari 1979 IF Björklöven-Djurgårdens IF 4-6 (0-1, 4-2, 0-3) 3037 Umeå ishall - 18 januari 1979 Modo AIK-Brynäs IF 3-1 (0-0, 1-0, 2-1) 5350 Kempehallen - 18 januari 1979 AIK-Färjestads BK 2-2 (2-1, 0-1, 0-0) 5543 Johanneshovs isstadion - 18 januari 1979 Skellefteå AIK-Örebro IK 6-2 (3-0, 1-1, 2-1) 3478 Skellefteå isstadion - 18 januari 1979 Västra Frölunda IF-Leksands IF 10-2 (3-2, 2-0, 5-0) 8608 Scandinavium Omgång 23 - 21 januari 1979 Färjestads BK-Modo AIK 0-6 (0-2, 0-1, 0-3) 3974 Färjestads ishall - 21 januari 1979 Brynäs IF-Västra Frölunda IF 2-4 (0-1, 1-2, 1-1) 3268 Gavlerinken - 21 januari 1979 Djurgårdens IF-Leksands IF 8-5 (3-1, 3-2, 2-2) 9827 Johanneshovs isstadion - 21 januari 1979 Skellefteå AIK-IF Björklöven 6-2 (1-0, 5-1, 0-1) 5005 Skellefteå isstadion - 21 januari 1979 Örebro IK-AIK 2-3 (2-0, 0-2, 0-1) 2179 Vinterstadion Omgång 24 - 25 januari 1979 Leksands IF-Brynäs IF 6-3 (4-1, 2-0, 0-2) 3948 Leksands isstadion - 25 januari 1979 IF Björklöven-Färjestads BK 3-3 (3-0, 0-2, 0-1) 2178 Umeå ishall - 25 januari 1979 Modo AIK-Örebro IK 5-1 (2-1, 1-0, 2-0) 3083 Kempehallen - 25 januari 1979 AIK-Skellefteå AIK 2-3 (1-2, 0-1, 1-0) 5526 Johanneshovs isstadion - 25 januari 1979 Västra Frölunda IF-Djurgårdens IF 2-6 (0-1, 1-4, 1-1) 11267 Scandinavium Omgång 25 - 28 januari 1979 Färjestads BK-Leksands IF 5-5 (3-1, 1-2, 1-2) 4012 Färjestads ishall - 28 januari 1979 Brynäs IF-Djurgårdens IF 7-2 (2-0, 3-1, 2-1) 4565 Gavlerinken - 28 januari 1979 AIK-Västra Frölunda IF 4-4 (1-0, 2-1, 1-3) 4695 Johanneshovs isstadion - 28 januari 1979 Skellefteå AIK-Modo AIK 1-4 (0-0, 1-3, 0-1) 4986 Skellefteå isstadion - 28 januari 1979 Örebro IK-IF Björklöven 2-3 (1-2, 1-1, 0-0) 3041 Vinterstadion Omgång 26 - 1 februari 1979 Djurgårdens IF-Färjestads BK 4-8 (1-1, 0-4, 3-3) 6368 Johanneshovs isstadion - 1 februari 1979 Leksands IF-Örebro IK 8-2 (5-0, 3-1, 0-1) 1389 Leksands isstadion - 1 februari 1979 IF Björklöven-Brynäs IF 2-5 (1-1, 0-3, 1-1) 2953 Umeå ishall - 1 februari 1979 Modo AIK-AIK 6-3 (2-0, 3-2, 1-1) 4583 Kempehallen - 1 februari 1979 Västra Frölunda IF-Skellefteå AIK 6-2 (1-2, 3-0, 2-0) 6891 Scandinavium Omgång 27 - 4 februari 1979 Färjestads BK-Brynäs IF 3-5 (2-2, 0-2, 1-1) 3641 Färjestads ishall - 4 februari 1979 Modo AIK-Västra Frölunda IF 4-1 (0-0, 2-1, 2-0) 4608 Kempehallen - 4 februari 1979 AIK-IF Björklöven 6-1 (2-0, 2-1, 2-0) 3162 Johanneshovs isstadion - 4 februari 1979 Skellefteå AIK-Leksands IF 5-4 (1-1, 1-1, 3-2) 3506 Skellefteå isstadion - 4 februari 1979 Örebro IK-Djurgårdens IF 2-8 (0-4, 1-2, 1-2) 1525 Vinterstadion Omgång 28 - 8 februari 1979 Leksands IF-Modo AIK 2-4 (1-1, 0-1, 1-2) 4105 Leksands isstadion - 8 februari 1979 Djurgårdens IF-AIK 5-3 (0-2, 2-1, 3-0) 9637 Johanneshovs isstadion - 8 februari 1979 Brynäs IF-Skellefteå AIK 4-9 (2-4, 2-3, 0-2) 4076 Gavlerinken - 8 februari 1979 Färjestads BK-Örebro IK 10-2 (4-0, 3-1, 3-1) 2122 Färjestads ishall - 8 februari 1979 IF Björklöven-Västra Frölunda IF 2-8 (1-1, 1-4, 0-3) 2055 Umeå ishall Omgång 29 - 11 februari 1979 Västra Frölunda IF-Färjestads BK 3-4 (0-2, 2-1, 1-1) 11471 Scandinavium - 11 februari 1979 Örebro IK-Brynäs IF 2-8 (1-3, 0-3, 1-2) 1281 Vinterstadion - 11 februari 1979 Skellefteå AIK-Djurgårdens IF 5-4 (1-2, 1-1, 3-1) 4462 Skellefteå isstadion - 11 februari 1979 AIK-Leksands IF 6-5 (1-3, 5-1, 0-1) 7178 Johanneshovs isstadion - 11 februari 1979 Modo AIK-IF Björklöven 2-2 (1-0, 1-2, 0-0) 3085 Kempehallen Omgång 30 - 15 februari 1979 Skellefteå AIK-Färjestads BK 0-6 (0-1, 0-4, 0-1) 4356 Skellefteå isstadion - 15 februari 1979 AIK-Brynäs IF 0-3 (0-0, 0-1, 0-2) 7839 Johanneshovs isstadion - 15 februari 1979 Modo AIK-Djurgårdens IF 5-3 (2-0, 1-2, 2-1) 5141 Kempehallen - 15 februari 1979 IF Björklöven-Leksands IF 4-6 (2-4, 0-2, 2-0) 2010 Umeå ishall - 15 februari 1979 Västra Frölunda IF-Örebro IK 6-5 (1-0, 2-3, 3-2) 3061 Scandinavium Omgång 31 - 18 februari 1979 Djurgårdens IF-IF Björklöven 7-5 (4-0, 1-3, 2-2) 5258 Johanneshovs isstadion - 18 februari 1979 Brynäs IF-Modo AIK 7-7 (1-4, 5-2, 1-1) 6004 Gavlerinken - 18 februari 1979 Färjestads BK-AIK 6-6 (3-4, 3-2, 0-0) 4062 Färjestads ishall - 18 februari 1979 Örebro IK-Skellefteå AIK 1-6 (0-2, 0-4, 1-0) 1067 Vinterstadion - 18 februari 1979 Leksands IF-Västra Frölunda IF 2-5 (0-3, 0-1, 2-1) 4309 Leksands isstadion Omgång 32 - 22 februari 1979 Modo AIK-Färjestads BK 6-6 (3-3, 3-1, 0-2) 3848 Kempehallen - 22 februari 1979 Västra Frölunda IF-Brynäs IF 12-1 (2-1, 5-0, 5-0) 12060 Scandinavium - 22 februari 1979 Leksands IF-Djurgårdens IF 6-1 (3-1, 2-0, 1-0) 4312 Leksands isstadion - 22 februari 1979 IF Björklöven-Skellefteå AIK 2-2 (0-2, 2-0, 0-0) 3004 Umeå ishall - 22 februari 1979 AIK-Örebro IK 3-5 (0-2, 2-1, 1-2) 2702 Johanneshovs isstadion Omgång 33 - 25 februari 1979 Brynäs IF-Leksands IF 3-2 (2-1, 0-1, 1-0) 6323 Gavlerinken - 25 februari 1979 Färjestads BK-IF Björklöven 9-0 (3-0, 3-0, 3-0) 2509 Färjestads ishall - 25 februari 1979 Örebro IK-Modo AIK 3-4 (1-0, 2-2, 0-2) 1119 Vinterstadion - 25 februari 1979 Skellefteå AIK-AIK 7-4 (3-3, 2-1, 2-0) 3232 Skellefteå isstadion - 25 februari 1979 Djurgårdens IF-Västra Frölunda IF 2-1 (1-0, 1-0, 0-1) 9654 Johanneshovs isstadion Omgång 34 - 1 mars 1979 Leksands IF-Färjestads BK 5-1 (3-0, 2-1, 0-0) 4970 Leksands isstadion - 1 mars 1979 Djurgårdens IF-Brynäs IF 11-2 (3-0, 4-1, 3-1) 9523 Johanneshovs isstadion - 1 mars 1979 Västra Frölunda IF-AIK 4-3 (2-0, 1-2, 1-1) 12377 Scandinavium - 1 mars 1979 Modo AIK-Skellefteå AIK 6-1 (0-1, 2-0, 4-0) 3858 Kempehallen - 1 mars 1979 IF Björklöven-Örebro IK 7-1 (2-0, 3-1, 2-0) 1784 Umeå ishall Omgång 35 - 4 mars 1979 Färjestads BK-Djurgårdens IF 4-3 (2-2, 1-1, 1-0) 5233 Färjestads ishall - 4 mars 1979 Örebro IK-Leksands IF 2-4 (0-0, 0-3, 2-1) 1531 Vinterstadion - 4 mars 1979 Brynäs IF-IF Björklöven 3-6 (0-2, 2-1, 1-3) 2059 Gavlerinken - 4 mars 1979 AIK-Modo AIK 2-6 (1-0, 1-3, 0-3) 3526 Johanneshovs isstadion - 4 mars 1979 Skellefteå AIK-Västra Frölunda IF 2-3 (0-3, 1-0, 1-0) 2712 Skellefteå isstadion Omgång 36 - 8 mars 1979 Brynäs IF-Färjestads BK 3-4 (1-2, 0-2, 2-0) 2518 Gavlerinken - 8 mars 1979 Västra Frölunda IF-Modo AIK 4-5 (1-2, 2-3, 1-0) 12330 Scandinavium - 8 mars 1979 IF Björklöven-AIK 2-4 (1-2, 1-2, 0-0) 1434 Umeå ishall - 8 mars 1979 Leksands IF-Skellefteå AIK 4-4 (3-2, 1-1, 0-1) 4822 Leksands isstadion - 8 mars 1979 Djurgårdens IF-Örebro IK 7-2 (3-0, 3-1, 1-1) 6928 Johanneshovs isstadion |